# فيلي فريتز
فيلي فريتز (بالإنجليزية: Willie Fritz)‏ هو مدير فني أمريكي، ولد في 2 أبريل 1960.